# Ibrahim Khalaf
Ibrahim Khalaf (Ibráhím Chalaf), (* 9. července 1986) je jordánský zápasník – judista.

## Sportovní kariéra
Judu se věnuje od 14 let po vzoru svého bratra Musy. V roce 2003 vyhrál pro Araby prestižní turnaj Arabského mistrovství v judu. V roce 2006 se z finančních důvodů rozhodl s judem skončit. Na tatami se vrátil v roce 2010 a postupně se vyhracoval v předního sportovce své země. V roce 2016 získal jako první jordánský judista medaili na mistrovství Asie a zároveň se jako první jordánský judista kvalifikoval na olympijské hry, když dosáhl na asijskou kontinentální kvótu. Na olympijských hrách v Riu vypadl v prvním kole s Chilanem Thomasem Briceñem.

## Výsledky
| Turnaj            | 2005 | 2006 | 2007 | 2008 | 2009 | 2010 | 2011         | 2012         | 2013         | 2014         | 2015         | 2016         |  |
| Turnaj            | 19   | 20   | 21   | 22   | 23   | 24   | 25           | 26           | 27           | 28           | 29           | 30           |  |
| Turnaj            |      |      |      |      |      |      | střední váha | střední váha | střední váha | střední váha | střední váha | střední váha |  |
| ----------------- | ---- | ---- | ---- | ---- | ---- | ---- | ------------ | ------------ | ------------ | ------------ | ------------ | ------------ |  |
| Olympijské hry    |      |      |      | —    |      |      |              | —            |              |              |              | 5.           |  |
| Mistrovství světa | úč.  |      | —    |      | —    | —    | —            |              | úč.          | —            | úč.          |              |  |
| Asijské hry       |      | ?    |      |      |      | —    |              |              |              | úč.          |              |              |  |
| Mistrovství Asie  | ?    |      | —    | —    | —    |      | —            | —            | —            |              | úč.          | 3.           |  |